# Erioptera raphidostyla
Erioptera raphidostyla là một loài ruồi trong họ Limoniidae. Chúng phân bố ở miền Australasia.